# De fortuna Romanorum
Il De fortuna Romanorum (in greco antico: Περὶ τῆς Ῥωμαίων τύχης?) è un'opera letteraria di Plutarco, catalogata all'interno  dei Moralia, strutturata come una orazione .

## Struttura
Il saggio di Plutarco sulla fortuna dei romani, come molti altri, è chiaramente un'orazione epidittica. Dove e quando o se sia stato recitato, non abbiamo mezzi per accertarlo.
La tesi che la Fortuna fosse responsabile del grande impero romano difficilmente sarebbe stata gradita ai romani, ma Plutarco è attento a sottolineare che l'elevato carattere di molti singoli romani contribuì anche al successo romano. In effetti il saggio potrebbe benissimo portare il doppio titolo di Sulla fortuna o virtù dei Romani, come l'omonimo saggio su Alessandro Magno. Plutarco conosceva perfettamente le interpretazioni della storia romana allora di moda, e in quest'operetta fornisce uno schizzo di quanto servirà al suo scopo. Molto di ciò che è qui può essere trovato anche altrove negli scritti plutarchei.
Il saggio giunge a una conclusione alquanto brusca e molti l'hanno ritenuto incompiuto; lo stesso vale per i saggi immediatamente successivi. Possiamo notare, tuttavia, che queste orazioni sono di lunghezza piuttosto diseguale.

## Edizioni italiane
- Plutarco, Tutti i Moralia, a cura di Emanuele Lelli e G. Pisani, Collana Il pensiero occidentale, Milano, Bompiani, 2017, ISBN 978-88-4529-281-1.